# Torre de controle

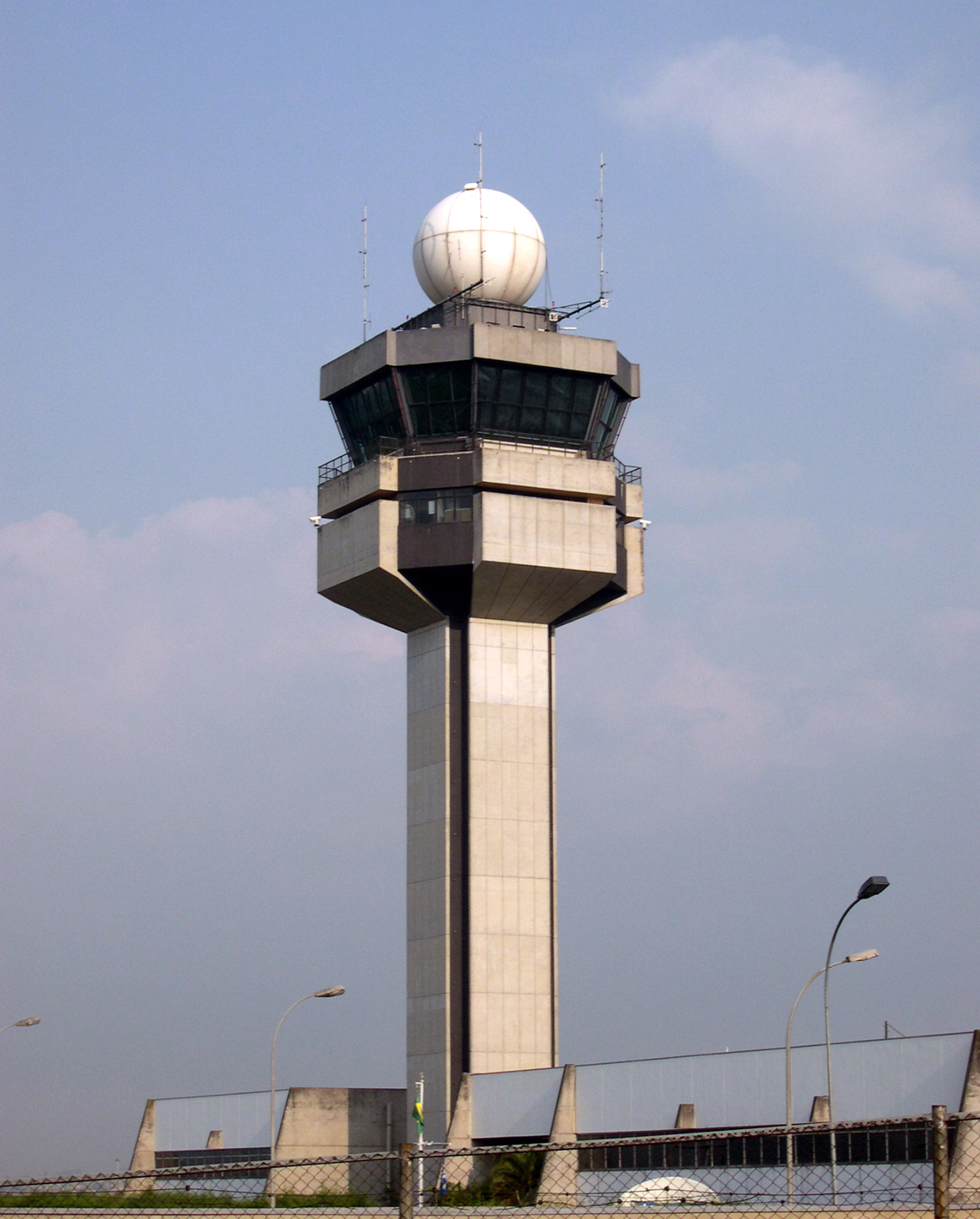
Torre de controle do Aeroporto Internacional de São Paulo/Guarulhos.

Representação esquemática dos principais tipos de espaço aéreo controlado e dos órgãos de controle de tráfego aéreo que respectivamente prestam serviço dentro desses espaços.

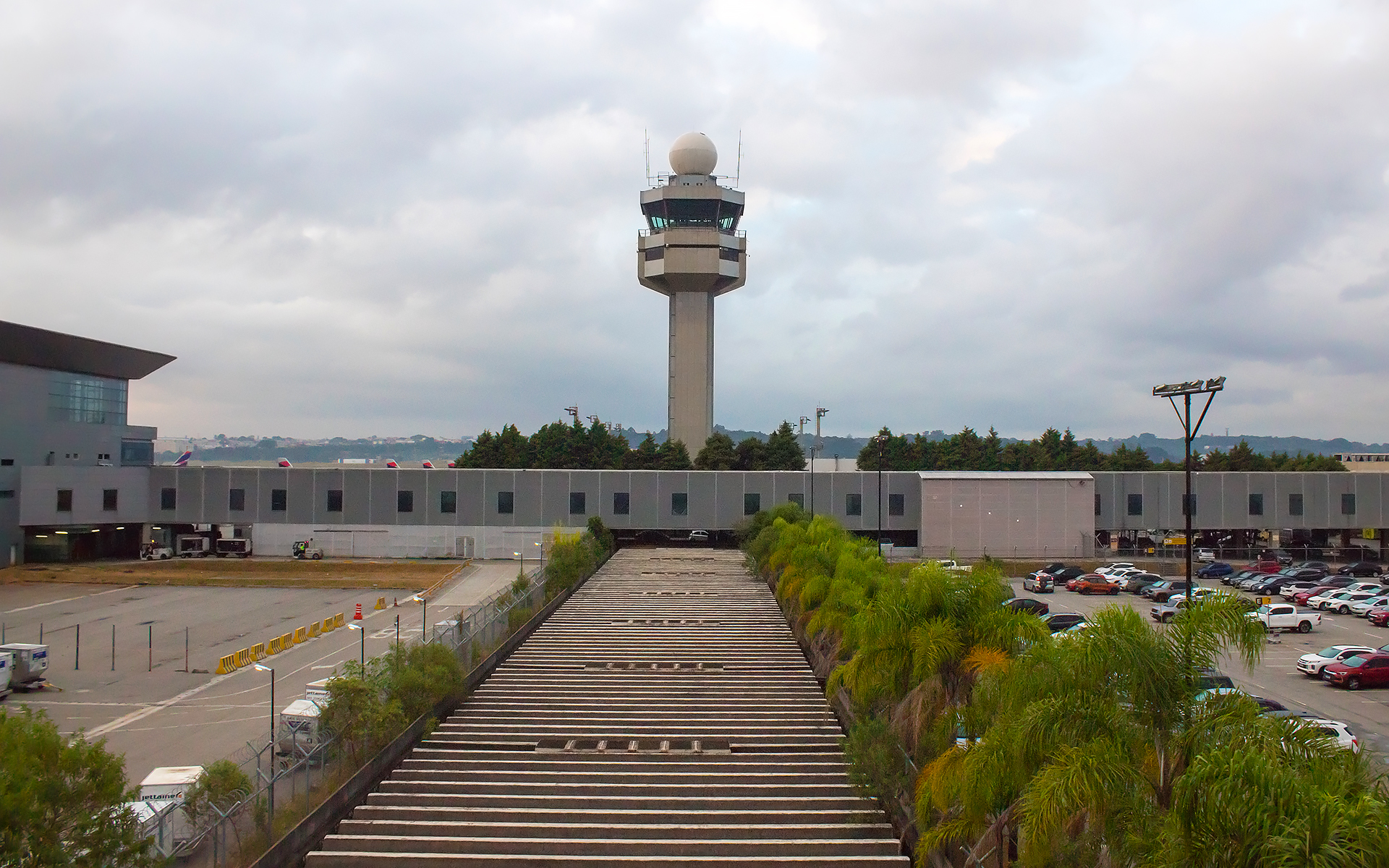
Torre de Controle do Aeroporto Internacional de Guarulhos

A torre de controle ou torre de controlo  é uma parte do aeródromo responsável pelo controle de tráfego aéreo nas proximidades deste aeródromo.  Costuma ser a estrutura mais alta de um aeroporto, sendo que a sua altura pode variar entre alguns poucos metros a várias dezenas de metros. Ela possui esta altura de acordo com a sua necessidade de visão das áreas cujo controle aéreo ela efetua, seja em terra ou no ar. Formalmente a Torre de Controle presta o denominado Serviço de Controle de Aeródromo além dos Serviço de Alerta e Serviço de Informações de Voo. O serviço de controle de aeródromo é prestado quando num aeródromo existe torre de controle e relativo a aeródromos, pode haver diversos tipos de operação:
- Aeródromos que não possuem Torre e nem qualquer outro serviço ATS: diz-se aeródromo não controlado
- Aeródromos que não possuem Torre, porém possuem o Serviço ATS Serviço de Informação de Voo: diz-se aeródromo não controlado com serviço FIS
- Aeródromos com Torre de Controle: diz-se aeródromo controlado

Quando um aeroporto possuir Torre de Controle, a mesma poderá ser dividida em até mais duas  posições de controle cujo objetivo é descongestionar a frequência da TWR e facilitar o controle das aeronaves. São elas:
- Autorização de Tráfego ou Clearance – É a posição as aeronaves recebem autorização do FPL. Após recebida a autorização, o PIC disporá de até no máximo 5 minutos, para efetuar ajustes e cumprimento de procedimentos antes de  “chamar’ a posição “Controle Solo” . Caso não exista a posição “Autorização de Tráfego”, a autorização do FPL será dada pelo Controle Solo e na inexistência  deste , pela própria posição TWR.
- O "Serviço de Solo” (GND) - É a posição da torre da qual as aeronaves recebem autorização para trafegar pela área de manobras do aeroporto.

A torre de controle pode ou não possuir radar para a visualização do tráfego aéreo em suas proximidades. O radar facilita o trabalho dos controladores de tráfego aéreo e aumenta a segurança e confiabilidade das operações realizadas pela torre. A comunicação entre a torre de controle e os pilotos das aeronaves é efetuada através de rádios comunicadores, os quais ficam sintonizados nas frequências aeronáuticas que estão compreendidas entre 118,00 MHz e 136,00 MHz. Nem todos os aeródromos possuem torre de controle.
Dependendo da localidade onde exista a torre de controle, seu funcionamento pode ser contínuo ou em horários específicos. A torre de controle faz parte de um elo de órgãos de controle de tráfego aéreo o qual é ainda formado pelo controle de aproximação e pelo centro de controle de área, os quais controlam espaços aéreos de maior área do que o da torre de controle.

## Galeria de torres de controle

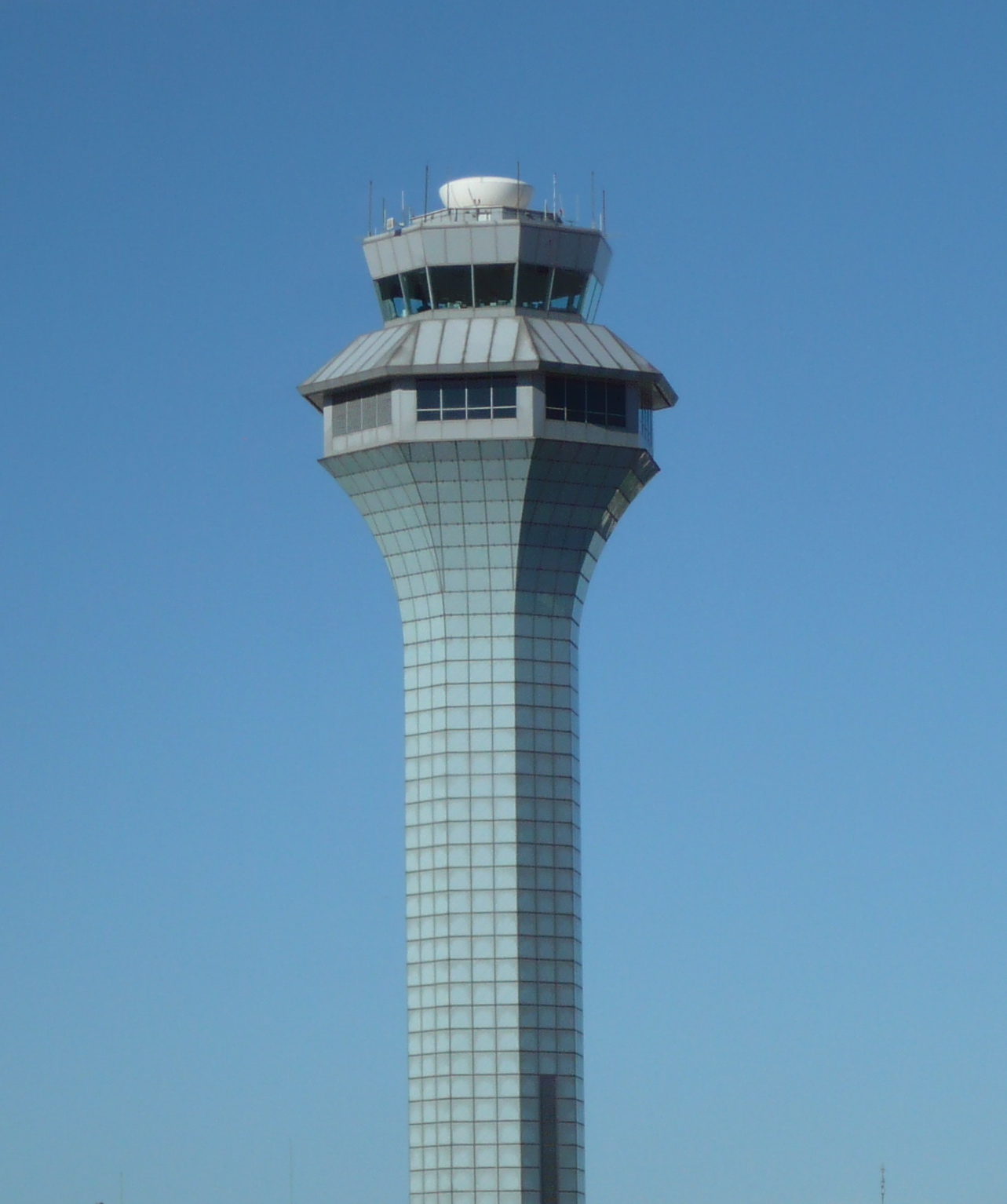
Aeroporto Internacional O'Hare (Chicago)
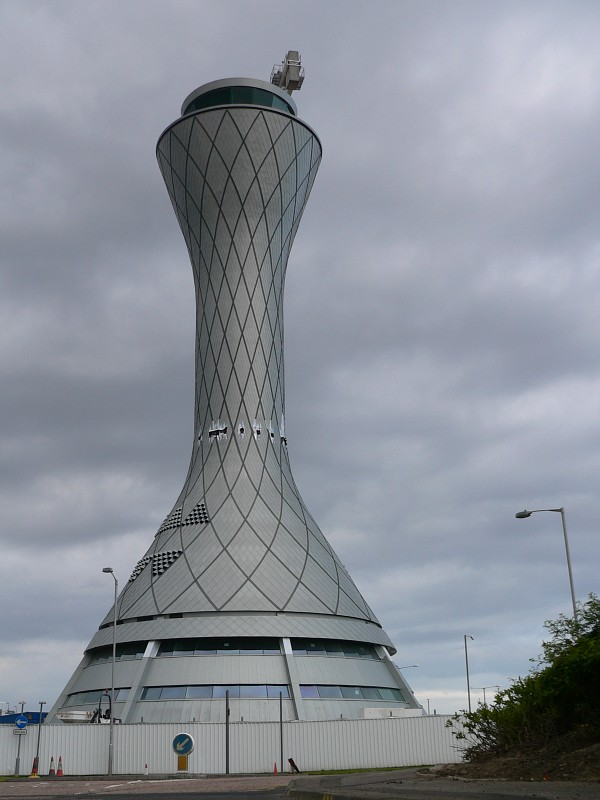
Aeroporto de Edinburgo
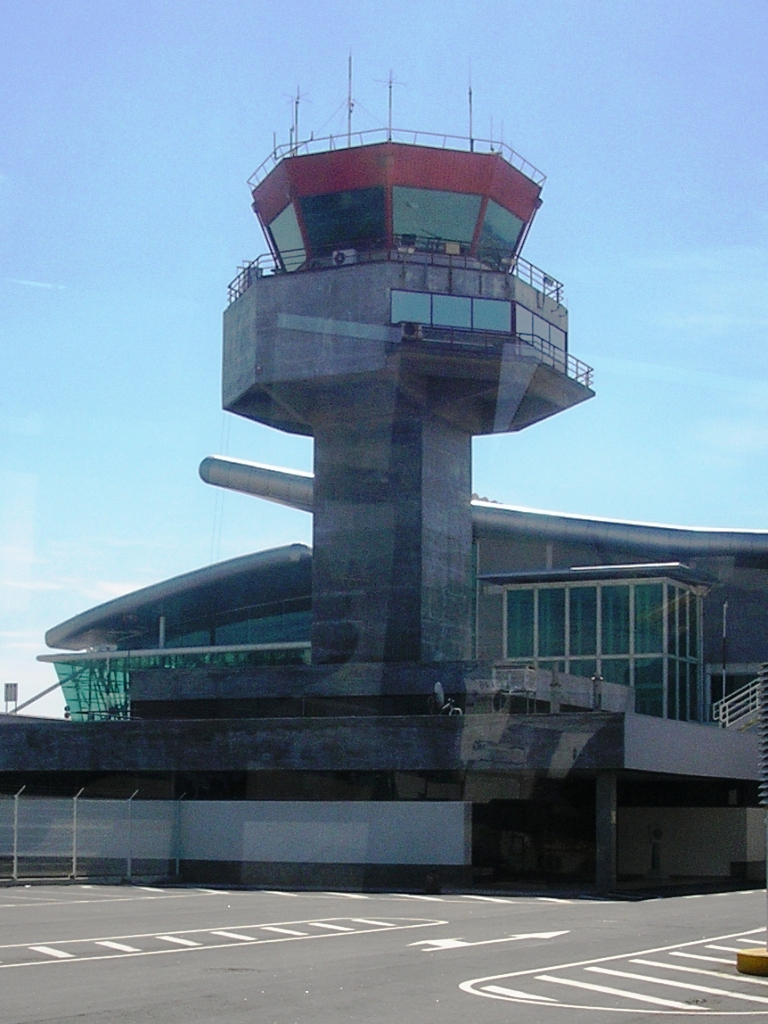
Aeroporto Francisco Sá Carneiro (Porto)
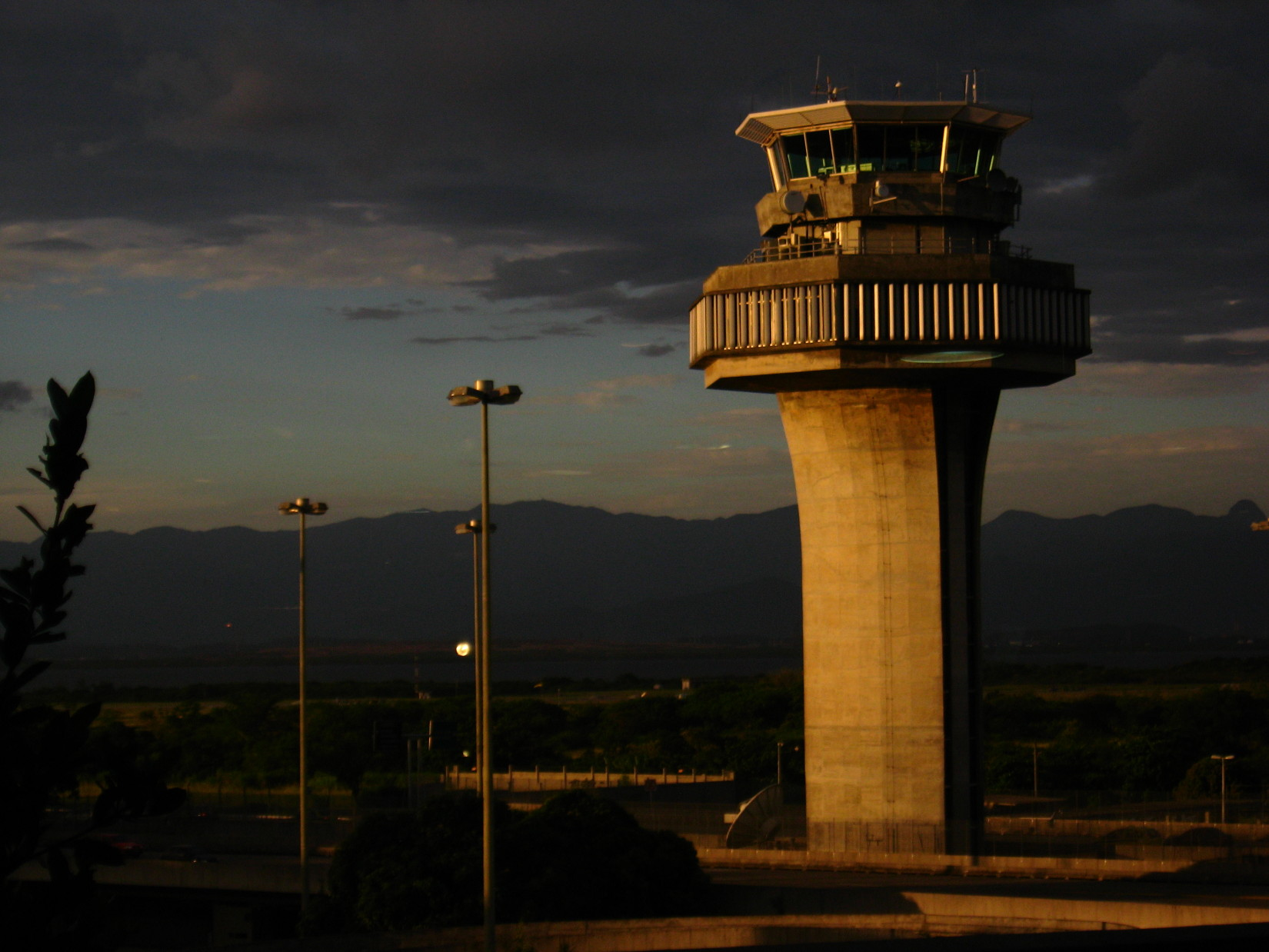
Aeroporto Internacional do Rio de Janeiro (Galeão)
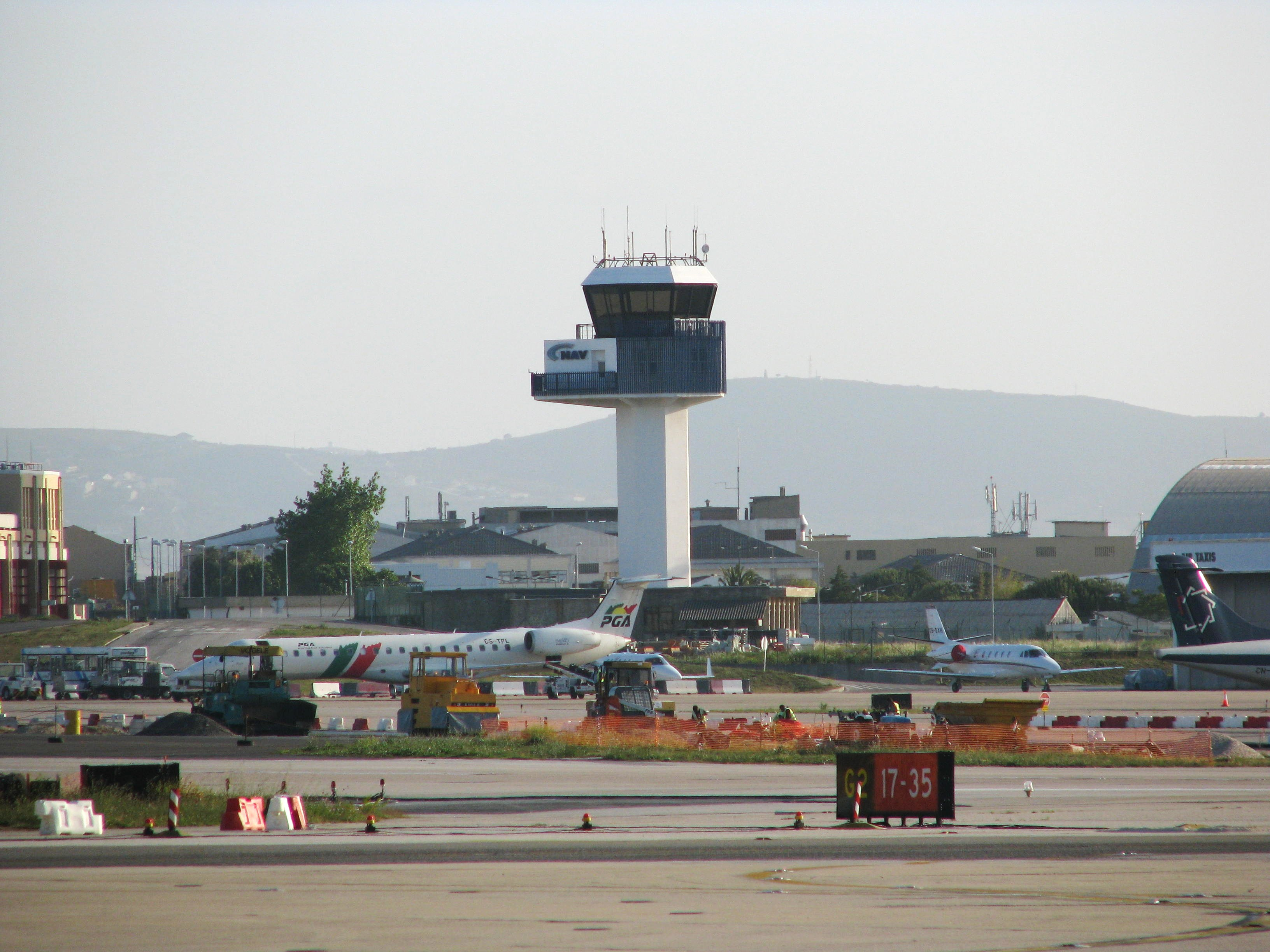
Aeroporto de Lisboa
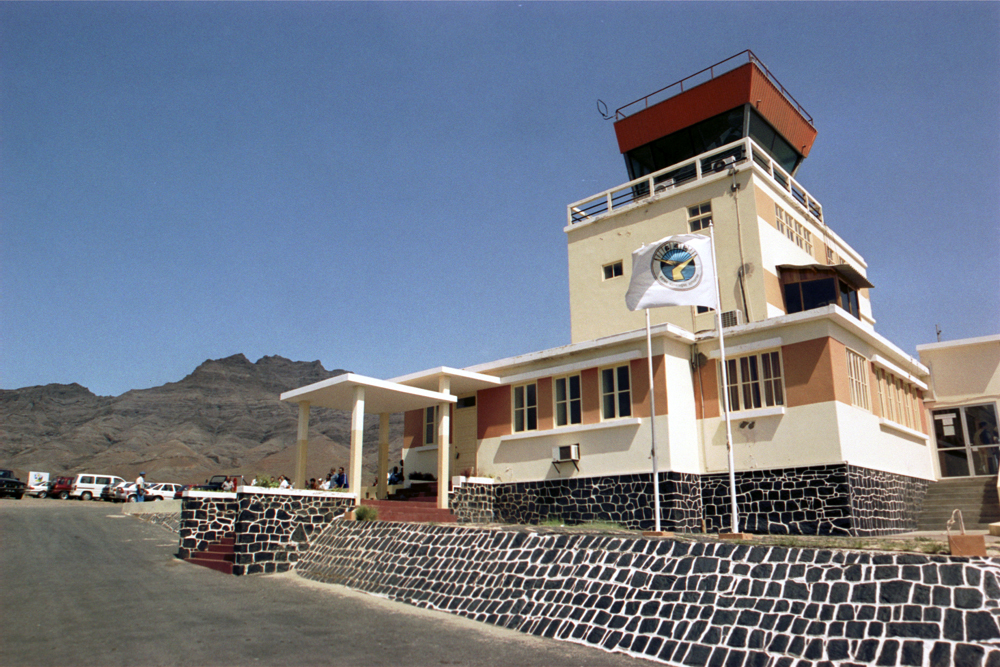
Aeroporto de São Pedro (Cabo Verde)
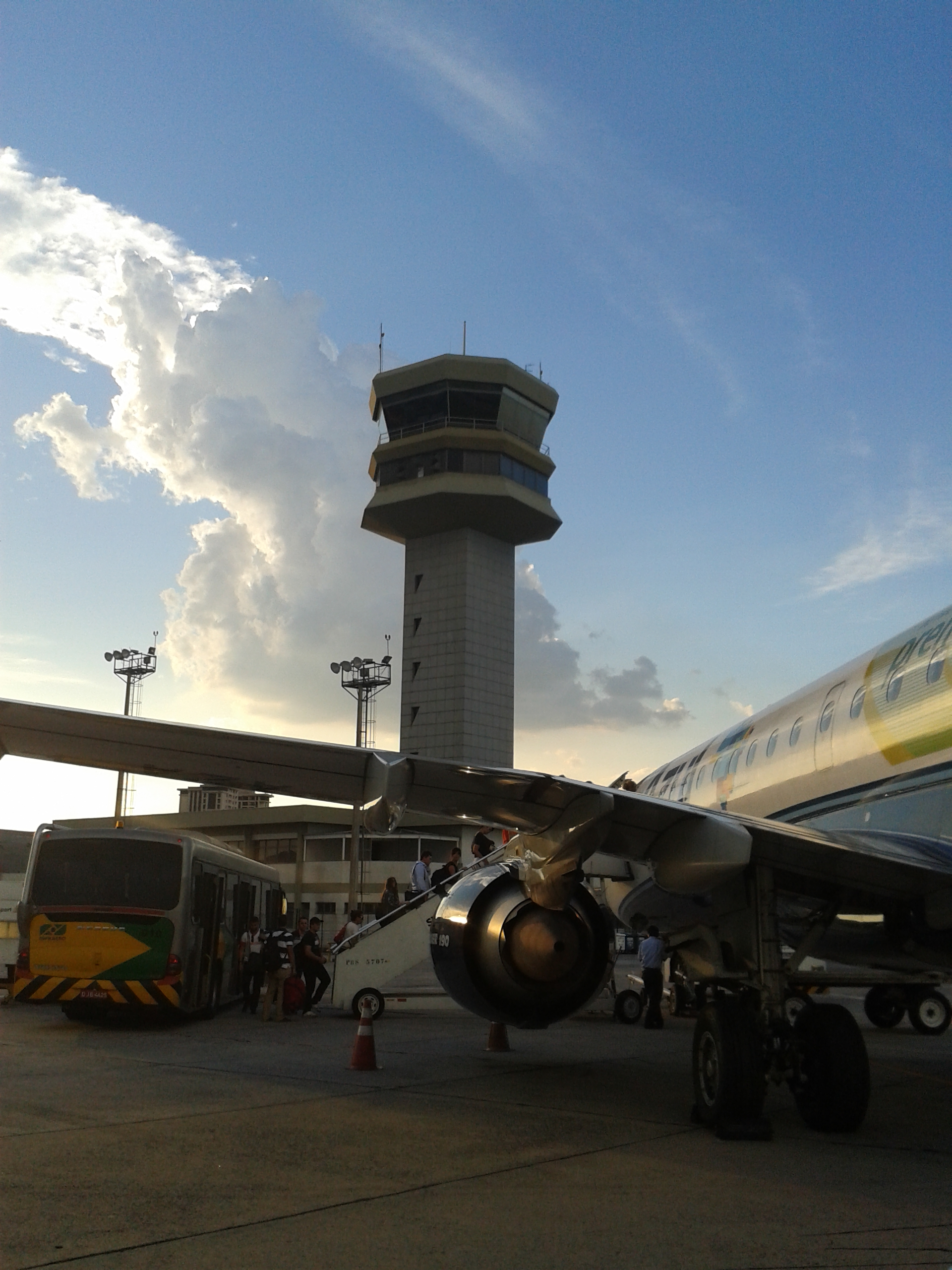
Aeroporto de Congonhas (São Paulo).